# Нечес Павло Федорович
Павло Федорович Нечес (Нечеса; 1891 — 10 червня 1969) — український радянський організатор кіновиробництва, директор Київської кінофабрики.

## Загальні відомості
Народився 1891 року в слободі Черненко (Чернявка) нині Курської області в селянській родині. Служив матросом.
Навчався у Київському політехнічному інституті (1930—1933). Був заступником директора Ялтинської (1922—1923), директором Одеської та Київської кінофабрик (1925—1930), інспектором кіновиробництва ВУФКУ, директором Київської кіностудії (1933—1937), а з 1954 року — начальником виробництва та директором кінокартин («Дівчина з маяка» (1956), «Ластівка» (1957), «Золоті руки» (1960) тощо). 
Автор сценарію (під псевд. Миргородський) художнього фільму «Борислав сміється» (1927).
1937 року був репресований (був заарештований за ст. 54-7 КК УРСР).
Був членом Спілки кінематографістів України.
Помер 10 червня 1969 року у Києві.